# Una testa di mummia per me
Una testa di mummia per me (How I Got My Shrunken Head) è il trentanovesimo libro della serie horror per ragazzi Piccoli brividi, realizzata da R. L. Stine.

## Trama
Il protagonista, Mark, è un ragazzo di dodici anni appassionato di videogiochi e di film ambientati nella giungla. Un giorno riceve una visita da una donna di nome Carolyn Hawlings, la quale gli dice di essere un'amica di sua zia Benna, partita per la giungla di Baladora anni prima e gli regala una testa umana mummificata e rimpicciolita. La notte stessa, Mark rimane sconvolto vedendo gli occhi della testa brillare misteriosamente nel buio. Il giorno dopo, la signora Hawlings invita Mark a partire per Badalora insieme a lei, per rivedere la zia Benna e visitare la giungla. 
Una volta sul posto, scopre che Carolyn e suo fratello Richard Hawlings, uno scienziato, vogliono in realtà servirsi di lui per ritrovare zia Benna, scomparsa tempo prima. I due sono infatti convinti che Mark possieda una misteriosa "magia della giungla", che la zia gli avrebbe trasmesso quando era piccolo. Leggendo gli appunti della zia, Mark scopre però che i due hanno intenzione di usare i suoi poteri (che finora aveva ignorato di avere) per scopi malvagi. Zia Benna si era infatti rifiutata di collaborare con loro e si è pertanto nascosta nella giungla. Mark riesce scappare, venendo aiutato da Kareen, la figlia del dottor Hawlings e parte alla ricerca della zia. Una volta nella giungla, scopre che la zia gli aveva davvero trasmesso dei poteri: stringendo tra le mani la testa mummificata e pronunciando la formula "Kah-li-ah!" può controllare le piante e gli animali selvatici. 
Grazie alla magia della giungla, Mark riesce a superare la giungla e a trovare la zia. Viene però raggiunto dagli Hawlings, scoprendo che Kereen l'ha tradito e si è servita di lui per condurli da zia Benna. Gli Hawlings imprigionano Mark e la zia ma, grazie alla magia della giungla, riescono a liberarsi e a sconfiggerli. Prima di tornare a casa, zia Benna toglie a Mark la magia della giungla, ma nel finale si scopre che la testa mummificata è comunque in grado di muoversi e parlare.

## Episodio TV
È uscito anche l'episodio TV di questo libro, ma presenta alcune differenze:
- Nel libro la signora Hawlings va a casa di Mark per portarlo a Baladora e gli porta la testa, mentre nell'episodio la testa gliela manda la zia, la quale lo invita nell'isola;
- Nel libro gli Hawlings sono fratelli, mentre nell'episodio sono sposati;
- Nel libro Mark trova i diari della zia, mentre nell'episodio trova dei video in cui sente Carolyn che chiede a Benna di questi diari, dove parla della formula magica;
- Nel libro Kareen e Mark sono coetanei, mentre nell'episodio TV si vede che Kareen è più grande;
- Nell'episodio manca la sorella di Mark

## Edizioni
- R. L. Stine, Una testa di mummia per me, traduzione di Cristina Scalabrini, collana Piccoli brividi, Arnoldo Mondadori Editore, 1998,  p. 157, ISBN 88-04-44631-5.